# Zosterops minor
El anteojitos menor (Zosterops minor) es una especie de ave paseriforme de la familia Zosteropidae endémica de Nueva Guinea y Yapen.

## Distribución y hábitat
El anteojitos menor se encuentra en las montañas de las islas de Nueva Guinea y Yapen. Su hábitat natural son los bosques de montaña tropicales húmedos.